# SFT2D1
SFT2D1 (англ. SFT2 domain containing 1) – білок, який кодується однойменним геном, розташованим у людей на 6-й хромосомі. Довжина поліпептидного ланцюга білка становить 159 амінокислот, а молекулярна маса — 17 804.
| 10         |  | 20         |  | 30         |  | 40         |  | 50         |
| ---------- |  | ---------- |  | ---------- |  | ---------- |  | ---------- |
| MEKLRRVLSG |  | QDDEEQGLTA |  | QVLDASSLSF |  | NTRLKWFAIC |  | FVCGVFFSIL |
| GTGLLWLPGG |  | IKLFAVFYTL |  | GNLAALASTC |  | FLMGPVKQLK |  | KMFEATRLLA |
| TIVMLLCFIF |  | TLCAALWWHK |  | KGLAVLFCIL |  | QFLSMTWYSL |  | SYIPYARDAV |
| IKCCSSLLS  |  |            |  |            |  |            |  |            |

A: Аланін

C: Цистеїн

D: Аспарагінова кислота

E: Глутамінова кислота

F: Фенілаланін

G: Гліцин

H: Гістидин

I: Ізолейцин

K: Лізин

L: Лейцин

M: Метіонін

N: Аспарагін

P: Пролін

Q: Глутамін

R: Аргінін

S: Серин

T: Треонін

V: Валін

W: Триптофан

Кодований геном білок за функцією належить до фосфопротеїнів. 
Задіяний у таких біологічних процесах, як транспорт, транспорт білків. 
Локалізований у мембрані.